# Hệ thống bôi trơn tự động
Hệ thống bôi trơn tự động (ALS), thường được gọi là hệ thống bôi trơn tập trung, là hệ thống cung cấp lượng dầu bôi trơn được kiểm soát đến nhiều vị trí trên máy trong khi máy đang hoạt động. Mặc dù các hệ thống này thường hoàn toàn tự động, một hệ thống yêu cầu bơm thủ công hoặc kích hoạt nút vẫn được xác định là hệ thống bôi trơn tập trung. Hệ thống có thể được phân loại thành hai loại khác nhau dựa vào nhiên liệu sử dụng.
Hệ thống dầu: Sử dụng chính cho hệ thống dầu là dành cho các thiết bị sản xuất cố định như máy tiện CNC
Hệ thống dầu mỡ: Sử dụng chính cho các thiết bị di động như xe tải, khai thác mỏ hoặc thiết bị xây dựng.
Dầu so với dầu mỡ có thể thay đổi mặc dù việc sử dụng chính của chúng chủ yếu là cố định cho dầu và di động đối với dầu mỡ, một số thiết bị sản xuất cố định sẽ sử dụng hệ thống dầu mỡ.

## Lí do ra đời hệ thống bôi trơn tự động
Hệ thống bôi trơn tự động được thiết kế để sử dụng dầu bôi trơn với số lượng nhỏ, được đo trong khoảng thời gian ngắn, thường xuyên. Hạn chế về thời gian và nguồn nhân lực và đôi khi vị trí vật lý trên máy thường khiến việc bôi trơn các điểm trở nên không thực tế. Kết quả là, chu kỳ sản xuất, tính khả dụng của máy và tính sẵn có của nhân lực chỉ ra các khoảng thời gian mà máy móc được bôi trơn không tối ưu cho điểm cần bôi trơn. Hệ thống bôi trơn tự động được cài đặt trên máy móc để giải quyết vấn đề này.

## Lợi ích
Hệ thống bôi trơn tự động có nhiều ưu điểm so với các phương pháp bôi trơn thủ công truyền thống:
1. Tất cả các bộ phận quan trọng đều được bôi trơn, bất kể vị trí hay dễ tiếp cận
2. Bôi trơn xảy ra trong khi máy móc hoạt động khiến chất bôi trơn được phân bổ đều trong ổ trục và tăng khả năng sẵn có của máy.
3. Bôi trơn đúng cách các thành phần quan trọng đảm bảo vận hành an toàn của máy móc.
4. Ít hao mòn linh kiện hơn có nghĩa là tuổi thọ linh kiện kéo dài, ít hỏng hóc hơn, giảm thời gian ngừng hoạt động, giảm chi phí thay thế và giảm chi phí bảo trì
5. Lượng dầu bôi trơn đo được có nghĩa là không có chất bôi trơn
6. An toàn - ngăn chặn khỏi việc leo trèo quanh máy móc hoặc khu vực không thể tiếp cận (khí, khí thải, không gian hạn chế, v.v.)
7. Tiêu thụ năng lượng thấp hơn do ma sát ít hơn
8. Tăng năng suất tổng thể do tăng khả năng sẵn có của máy và giảm thời gian ngừng hoạt động do sự cố hoặc bảo trì chung
9. Trong hệ thống bôi trơn này, các bộ phận động cơ được bôi trơn dưới nguồn cấp áp suất

## Thành phần hệ thống bôi trơn tự động
Một hệ thống điển hình bao gồm bộ điều khiển / bộ đếm thời gian, máy bơm / bể chứa, đường cung cấp, van đo sáng và đường cấp liệu. Bất kể nhà sản xuất hay loại hệ thống nào, tất cả các hệ thống bôi trơn tự động đều có chung 5 thành phần chính này:
1. Bộ điều khiển / Hẹn giờ - kích hoạt hệ thống để phân phối bôi trơn có thể được liên kết với hệ thống POS (Thuật ngữ tiếng Anh).
2. Bơm có Reservoir (Thuật ngữ tiếng Anh) - lưu trữ và cung cấp chất bôi trơn cho
3. Đường dây cung cấp hệ thống - đường dây kết nối máy bơm với các van đo hoặc kim phun. Chất bôi trơn được bơm qua đây.
4. Van đo sáng / Vòi phun, thành phần có thể đo / phân phối chất bôi trơn đến các điểm ứng dụng.
5. Đường cấp - đường nối giữa các van đo hoặc kim phun với các điểm ứng dụng. Chất bôi trơn được bơm qua đây.

## Các loại hệ thống bôi trơn tự động
Có nhiều loại khác nhau của hệ thống bôi trơn tự động bao gồm:
1. Hệ thống song song đơn dòng
2. Hệ thống song song hai dòng
3. Single Point phận tự động
4. Hệ thống đơn dòng Progressive (Thuật ngữ tiếng Anh) (hoặc dòng Progressive)
5. Độc dòng kháng
6. Oil Mist (Thuật ngữ tiếng Anh) và Air (Thuật ngữ tiếng Anh) - Dầu hệ thống
7. Dầu tái tuần hoàn
8. Hệ thống Chain Lube (Thuật ngữ tiếng Anh)

Bốn loại hệ thống bôi trơn tự động được sử dụng phổ biến nhất là:
1. Song song một dòng
2. Song song hai dòng
3. Lũy tiến một dòng [1]
4. Dầu bôi trơn trực tiếp nhiều cổng

### Lũy tiến một dòng

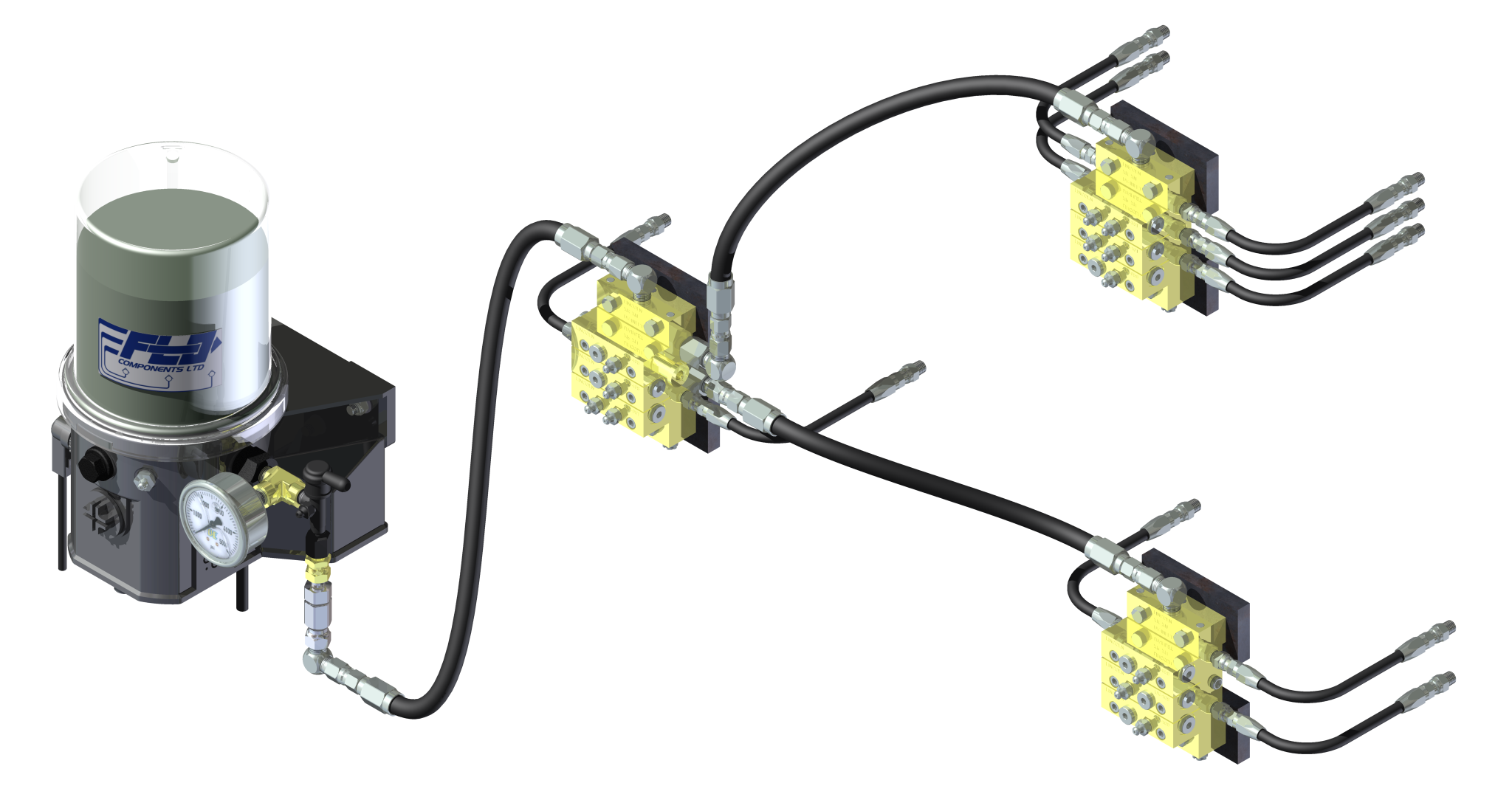
Single Line Progressive Automatic Lubrication

Một hệ thống lũy tiến một dòng sử dụng dòng dầu bôi trơn để quay vòng các van đo sáng riêng lẻ và các cụm van. Các van bao gồm các piston phân phối di chuyển qua lại trong một lỗ khoan cụ thể. Mỗi piston phụ thuộc vào dòng chảy từ piston trước để dịch chuyển và thay thế dầu bôi trơn. Nếu một piston không dịch chuyển, không có pít-tông nào sau đây sẽ dịch chuyển. Đầu ra van không thể điều chỉnh.
Hoạt động bắt đầu khi bộ điều khiển / bộ đếm thời gian gửi tín hiệu đến máy bơm để bắt đầu sự kiện bôi trơn. Sau đó, bơm cấp dầu bôi trơn vào đường cung cấp kết nối với van định lượng chính, trong khoảng thời gian được lập trình sẵn hoặc số lần được theo dõi thông qua một công tắc chu trình piston được chỉ định. Dầu bôi trơn được đưa đến nhiều điểm bôi trơn lần lượt qua các van đo sáng lũy tiến thứ cấp có kích thước cho từng loạt điểm bôi trơn, sau đó trực tiếp đến từng điểm thông qua các đường cấp liệu.

### Song song một dòng
Hệ thống song song đơn đầu tiên cho công nghiệp được giới thiệu vào năm 1937 bởi Lincoln Engineering (nay là Lincoln Industrial) tại Hoa Kỳ.

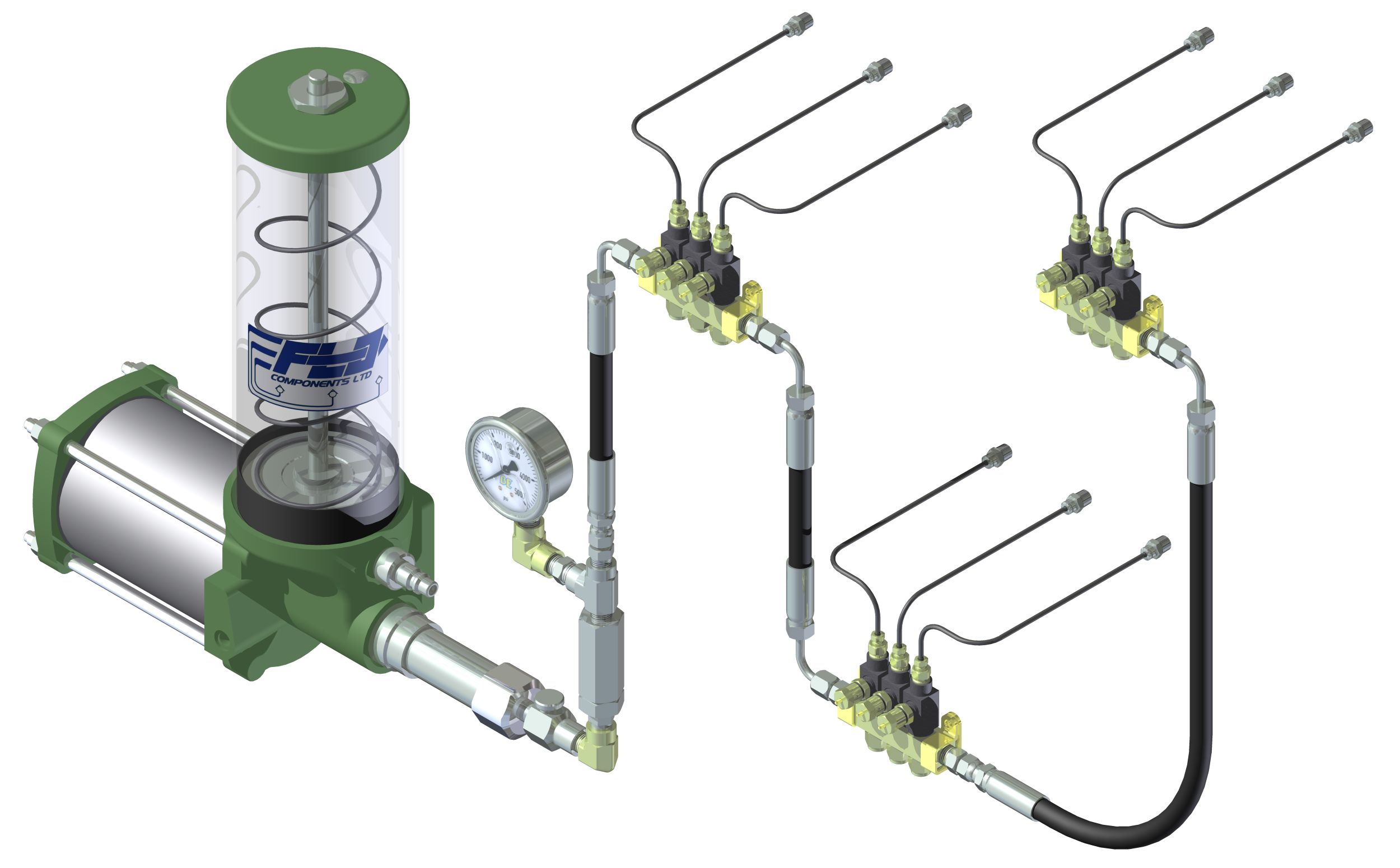
Single Line Parallel Automatic Lubrication System

Một hệ thống song song một dòng có thể phục vụ một máy đơn lẻ, các vùng khác nhau trên một máy đơn lẻ hoặc thậm chí một số máy riêng biệt và lý tưởng khi khối lượng dầu bôi trơn thay đổi theo từng điểm. Trong loại hệ thống này, một trạm bơm trung tâm sẽ tự động cung cấp dầu bôi trơn thông qua một đường cung cấp duy nhất cho nhiều nhánh của kim phun. Mỗi kim phun phục vụ một điểm bôi trơn duy nhất, hoạt động độc lập và có thể được điều chỉnh riêng để cung cấp lượng dầu bôi trơn mong muốn.
Hoạt động bắt đầu khi bộ điều khiển / bộ hẹn giờ gửi tín hiệu đến máy bơm bắt đầu chu trình bôi trơn. Máy bơm bắt đầu bơm dầu nhờn để tạo áp suất trong đường cung cấp nối máy bơm với kim phun. Sau khi đạt được áp suất cần thiết, kim phun bôi trơn sẽ phân phối một lượng chất bôi trơn được xác định trước đến các điểm bôi trơn thông qua các đường cấp liệu.
Khi toàn bộ hệ thống đạt đến áp suất cần thiết, một công tắc áp suất sẽ gửi tín hiệu đến bộ điều khiển cho biết rằng mỡ đã được chuyển qua tất cả các điểm phân phối. Máy bơm tắt. Áp suất được thoát ra khỏi hệ thống và mỡ trong đường dây được chuyển hướng trở lại bể chứa bơm, cho đến khi mức áp suất hệ thống bình thường được phục hồi.

### Song song hai dòng
Một hệ thống song song hai dòng tương tự như hệ thống song song một dòng ở chỗ nó sử dụng áp suất thủy lực để điều chỉnh các van điều chỉnh để phân phối các bức ảnh đo được của chất bôi trơn. Nó có 2 đường cung cấp chính được sử dụng thay thế là đường áp suất / lỗ thông hơi. Ưu điểm của hệ thống hai dòng là nó có thể xử lý hàng trăm điểm bôi trơn từ một trạm bơm trên vài nghìn feet bằng cách sử dụng ống hoặc ống nhỏ hơn đáng kể.

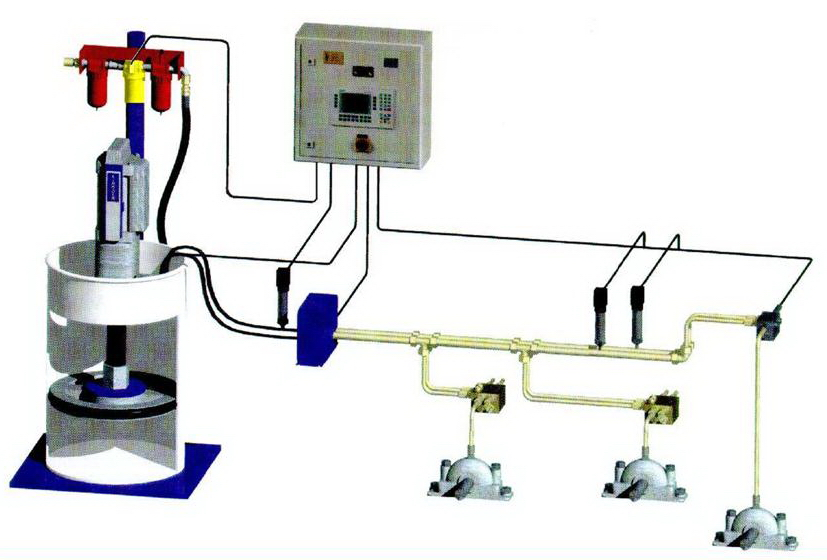
Dual Line Parallel Automatic Lubrication System

Hoạt động bắt đầu khi bộ điều khiển / bộ hẹn giờ gửi tín hiệu đến máy bơm để bắt đầu chu trình bôi trơn. Máy bơm bắt đầu bơm dầu bôi trơn để tạo áp suất trong đường cung cấp thứ nhất (áp suất) trong khi đồng thời thông hơi dòng trở lại (thông hơi) thứ hai. Khi đạt được áp suất cần thiết, một lượng chất bôi trơn được xác định trước sẽ được phân phối bởi các thiết bị đo đến một nửa số điểm bôi trơn thông qua các đường cấp liệu.
Khi công tắc áp suất theo dõi áp suất đường cung cấp chính cho thấy áp suất đặt trước trong đường dây đã đạt được, hệ thống sẽ được đóng kín bằng thủy lực. Bộ điều khiển tắt máy bơm và báo hiệu một van thay đổi để chuyển hướng dầu bôi trơn đến đường cung cấp chính thứ hai.
Lần tiếp theo bộ điều khiển kích hoạt hệ thống, dòng chính thứ hai bây giờ trở thành dòng áp lực trong khi dòng thứ nhất trở thành dòng thông hơi. Dòng thứ hai được điều áp và toàn bộ quá trình được lặp lại bôi trơn các điểm bôi trơn còn lại.

### Dầu bôi trơn trực tiếp nhiều cổng
Khi bộ điều khiển trong máy bơm hoặc bộ điều khiển bên ngoài kích hoạt động cơ truyền động, một bộ cam quay và kích hoạt các kim phun hoặc bộ phận bơm riêng lẻ để phân phối một lượng dầu bôi trơn cố định đến từng điểm bôi trơn riêng lẻ. Hệ thống dễ dàng thiết kế, bơm trực tiếp đến điểm bôi trơn mà không cần thêm phụ kiện và dễ khắc phục sự cố.